# San Dimas (Durango)
San Dimas es una localidad del estado mexicano de Durango. Es parte del municipio de San Dimas. Fue cabecera del municipio de San Dimas hasta 1939, cuando el ayuntamiento se trasladó a Tayoltita. En 1940 volvió a ser designada cabecera municipal, hasta que el ayuntamiento se trasladó definitivamente a Tayoltita en 1944.

## Demografía
| Gráfica de evolución demográfica |
|                                  |

| Censo | Población |
| ----- | --------- |
| 1900  | 1 184     |
| 1910  | 730       |
| 1921  | 877       |
| 1930  | 577       |
| 1940  | 749       |
| 1950  | 190       |
| 1960  | 204       |
| 1970  | 246       |
| 1980  | 248       |
| 1990  | 159       |
| 1995  | 123       |
| 2000  | 135       |
| 2005  | 144       |
| 2010  | 105       |
| 2020  | 101       |